# Lophostigma
Lophostigma es un género con dos especies de plantas de flores perteneciente a la familia Sapindaceae. 

## Especies seleccionadas
- Lophostigma plumosum
- Lophostigma schunkei